# Fedor Dmitriev
Pour les articles homonymes, voir Dmitriev.
Fedor Dmitriev (en russe : Фёдор Александрович Дмитриев), né le 14 novembre 1984, à Léningrad, dans la République socialiste fédérative soviétique de Russie (Union soviétique), est un joueur russe de basket-ball. Il évolue au poste d'ailier fort.

## Palmarès
- Coupe de Russie 2004
- VTB United League 2011